# Street Fighter (TV-serie)
Street Fighter är en kanadensisk-amerikansk animerad TV-serie, producerad av Invision Entertainment  i samarbete med Madhouse och Sunrise, och baserad på filmen med samma namn, som i sin tur är baserad på TV-spelsserien med samma namn från Capcom. Serien sändes på USA Networks "USA Cartoon Express" och USA Action Extreme Team. Serien bestod av två säsonger, med 13 avsnitt vardera, och sändes under perioden 21 oktober 1995-14 maj 1997.

### Fotnoter
1. ↑  ”InVision Entertainment [us”]. IMDb. http://www.imdb.com/company/co0078030/. Läst 25 maj 2014.